# Euphorbia fissispina
Euphorbia fissispina es una especie fanerógama perteneciente a la familia Euphorbiaceae. Es endémica de Etiopía.  

## Descripción
Es un arbusto que alcanza un tamaño de hasta 1,2 m de altura, con tallos erectos con pocas ramas subescandentes irregulares con 4 ángulos, de 10 mm de espesor, espinosos, con flores y hojas desconocidas.

## Ecología
Se encuentra en los bosques de	Acacia-Commiphora en las laderas rocosas, a una altitud de ± 750 metros-
Es una especie cercana de Euphorbia glochidiata.

## Taxonomía
Euphorbia fissispina fue descrita por P.R.O.Bally & S.Carter y publicado en Kew Bulletin 42: 375. 1987.
Etimología
Euphorbia: nombre genérico que deriva del médico griego del rey Juba II de Mauritania (52 a 50 a. C. - 23), Euphorbus, en su honor – o en alusión a su gran vientre –  ya que usaba médicamente Euphorbia resinifera. En 1753 Carlos Linneo asignó el nombre a todo el género.
fissispina: epíteto